# Galeus murinus
Espèce
Répartition géographique
Statut de conservation UICN

 LC  : Préoccupation mineure
Galeus murinus est une espèce de requins.